# Sky Prime Aviation Services
Sky Prime Aviation Services — частная авиакомпания Саудовской Аравии. Базируется в международном аэропорту Короля Халида. Имеет лицензию на предоставление услуг VIP-чартера в Саудовской Аравии. Авиакомпания ориентируется на пассажиров с высоким доходом, в том числе представителей правительства страны.
Авиакомпания стала первой в Саудовской Аравии частной авиационной компанией, получившей лицензию на оказание услуг наземного обслуживания.

## История
29 декабря 2015 года авиакомпания Alpha Star создала новую дочернюю авиакомпанию Sky Prime Aviation Services. Её флот состоял из 7 самолётов: Airbus A340-200, A340-600, A320-200; Gulfstream G450 и G550; а также Embraer EMB-550 и Legacy 500.
Полёты Sky Prime начала в четвёртом квартале 2016 года.
В марте 2019 года Sky Prime начала сотрудничать с Etihad Aviation Group.

## Флот
Флот авиакомпании на август 2019 года состоял из 12 самолётов — 5 компании Airbus и 7 Gulfstream.
В 2020 году авиакомпания запланировала увеличить флот до 35 самолётов.